# Ogden Mills (finanziere)
Ogden Mills (Sacramento, 18 dicembre 1856 – 29 gennaio 1929) è stato un finanziere statunitense e proprietario di cavalli da corsa purosangue.

## Primi anni di vita
Ogden Mills nacque il 18 dicembre 1856 a Sacramento, in California, da Jane Templeton Cunningham e Darius Ogden Mills (1825–1910). Suo padre fu un banchiere e investitore di grande successo che, alla sua morte nel 1910, lasciò a Ogden Mills e alla sorella Elisabeth Mills — sposata con Whitelaw Reid — un patrimonio valutato in 36.227.391 dollari.
Grazie ai numerosi investimenti aziendali del padre, Ogden Mills ricoprì incarichi nel consiglio di amministrazione di diverse società, tra cui la New York Central Railroad.

## Corse di cavalli purosangue
Membro del Jockey Club, Ogden Mills gareggiò con i suoi cavalli negli Stati Uniti e mantenne una scuderia in Francia in collaborazione con Lord Derby. Tra i loro successi nel paese, nel 1928 vinsero il Grand Prix de Paris con il puledro Cri de Guerre, allevato da Evremond de Saint-Alary.
Alla sua morte, avvenuta nel 1929, Ogden Mills lasciò alla figlia Beatrice — residente a Londra, in Inghilterra, e sposata con Bernard Forbes, VIII conte di Granard — la scuderia francese e una residenza situata al numero 73 di Rue de Varenne, a Parigi. In quello stesso anno, Beatrice risultò prima tra tutti i proprietari francesi per premi vinti.
Nel 1926, la figlia Gladys e il figlio Ogden fondarono la Wheatley Stable, destinata a divenire una delle più importanti scuderie di corse e allevamento nella storia dell'ippica statunitense.

## Vita privata

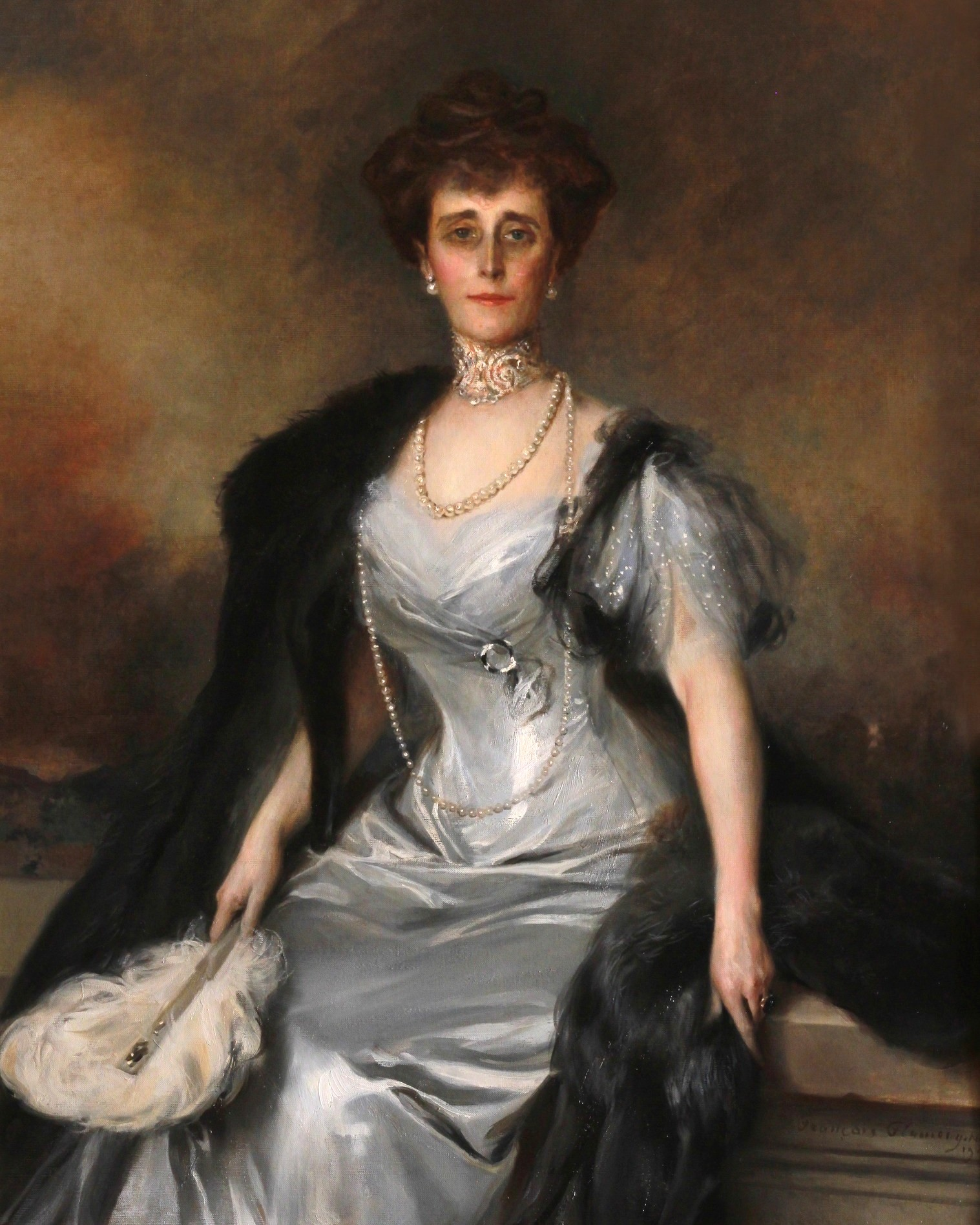
Ritratto della moglie di Ogden, Ruth Livingston Mills, realizzato da François Flameng

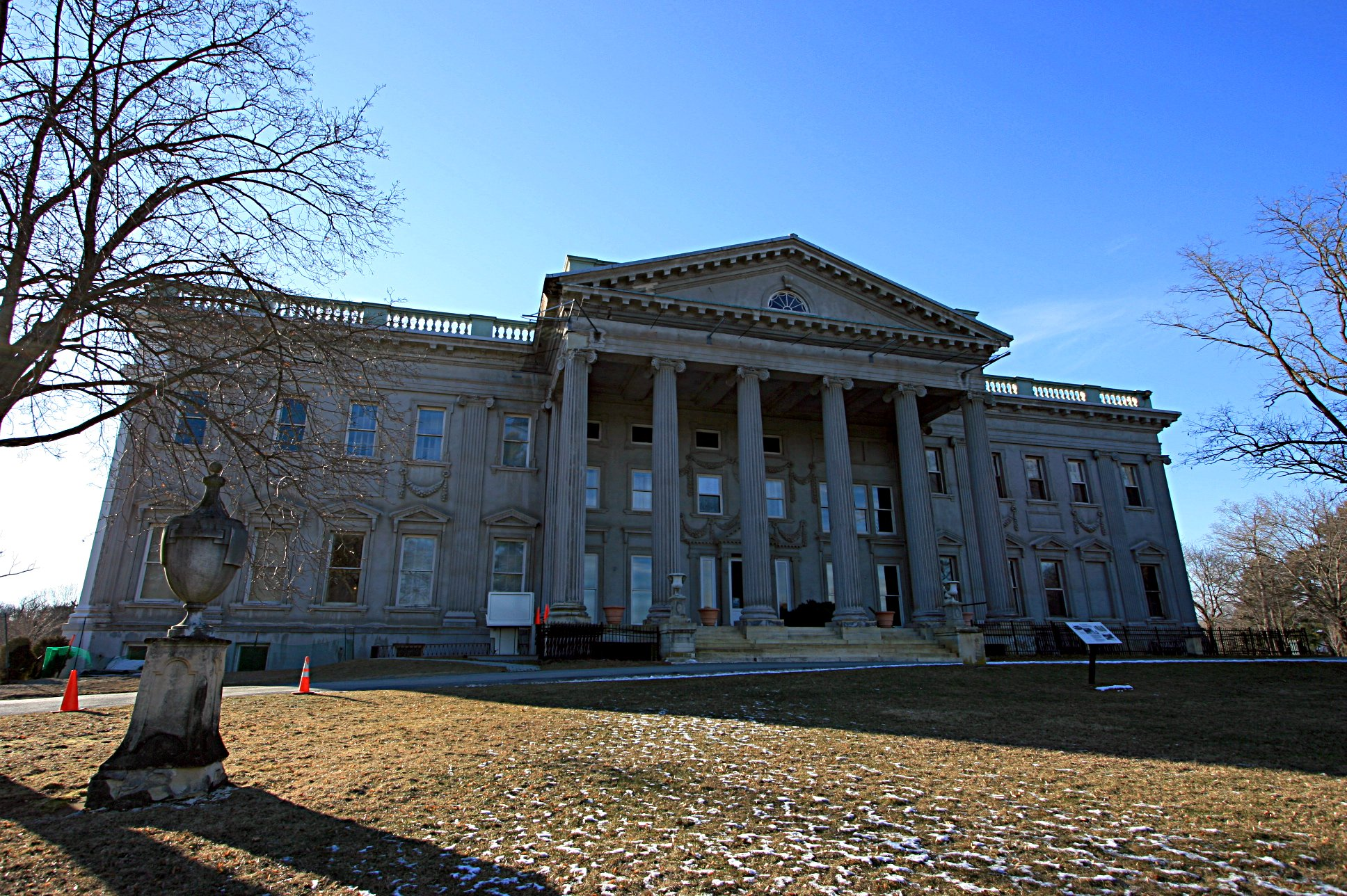
La magione Livingston, la residenza di campagna della famiglia Mills.

Nel 1882 Ogden Mills sposò Ruth T. Livingston (1855–1920), figlia di Maturin Livingston Jr. e Ruth Baylies, discendente di Thomas Baylies (1687–1756). Ruth era la sorella gemella di Elizabeth Livingston (1855–1943), moglie di William George Cavendish-Bentinck (1854–1909). Era inoltre nipote di Maturin Livingston (1769–1847) e Margaret Lewis (1780–1860), unica figlia ed erede del governatore Morgan Lewis (1754–1844). Insieme, Ogden e Ruth ebbero tre figli: due figlie gemelle e un figlio:
- Gladys Livingston Mills (1883–1970), sposò Henry Carnegie Phipps (1879–1953) nel 1907[14]
- Jane Beatrice Mills (1883–1972), sposò Bernard Forbes, VIII conte di Granard (1874–1948) nel 1909[15]
- Ogden Livingston Mills (1884–1937), divenne il 50º Segretario al tesoro degli Stati Uniti d'America nel 1932[16] e sposò Margaret Stuyvesant Rutherfurd nel 1911. Dopo il divorzio nel 1919, si risposò nel 1924[17][18] con Dorothy Randolph Fell, ex moglie del banchiere John R. Fell

La moglie di Mills ereditò la villa Livingston a Staatsburg, New York, che la coppia utilizzò come residenza estiva e dove allevavano cavalli.
Ruth Livingston Mills morì nella loro residenza di Parigi, Francia, il 13 ottobre 1920. Ogden Mills morì di polmonite il 29 gennaio 1929 nella casa di famiglia a New York. I coniugi furono sepolti insieme nel mausoleo del cimitero di St. James, a Hyde Park, nello stato di New York.

### Filantropia
Come suo padre, Ogden Mills fu impegnato in diverse cause benefiche. Lo Ogden Mills & Ruth Livingston Mills State Park include la loro villa a Staatsburg, New York, che oggi è conosciuta come Staatsburgh State Historic Site.
Mills svolse un ruolo chiave nell’assistere lo stato di New York nell’erezione di una statua dedicata a Robert Livingston — trisavolo della moglie — nella National Statuary Hall Collection di Washington, D.C., riconoscendolo come uno dei due cittadini più illustri dello stato.

### Discendenza
Attraverso la figlia maggiore, Mills fu nonno di Barbara Phipps Janney e Ogden Phipps (1908–2002), e bisnonno di Ogden Mills Phipps (1940–2016) e Cynthia Phipps, anch’essi figure di rilievo nel mondo delle corse di cavalli.